# Велика Стариковка
Велика Старико́вка або Старико́вка (рос. Большая Стариковка, Стариковка) — річка в Республіці Комі, Росія, права притока річки Печора. Протікає територією Троїцько-Печорського району.
Річка протікає на захід та південний захід.
По лівому березі розташоване Стариковське болото.